# Lowincy
Lowincy (ros. Лёвинцы) – osiedle typu miejskiego w Rosji, w obwodzie kirowskim, w rejonie oriczewskim. W 2010 liczyło 2145 mieszkańców.